# 말레이인도네시아어 문법
말레이인도네시어 문법(말레이인도네시아語 文法), 간칭 마인어문법(馬印語文法)은 말레이어와 인니어의 공통된 문법을 이른다.

## 개괄
교역용 공용어로서 사용되던 언어였기 때문에 마인어의 문법은 다른 말레이폴리네시아어파의 언어들에 비해서 간단한 편이다. 자와어에서와 같은 경어는 존재하지 않는다. 또 동사의 활용으로 시제를 표현하지 않고 시간 부사나 시제 부사를 활용하여 시제를 표현한다. 인도유럽어에서와 같이 부정관사/정관사로 나뉘는 식의 관사는 없고 어형변화는 다양한 접사에 의해서 풍부하게 이루어진다. 이때 특정 접두사가 붙었을 경우 어근 첫 자음이 비음화하는 경우가 있으나 대체로 어근은 변하지 않는다. 이와 같이 접사를 붙일 때 거의 모든 변화는 규칙 변화이나, 불규칙적으로 변하는 경우가 아주 조금 있다.

## 어순
단어의 굴절이 사실상 존재치 않기 때문에 고정된 어순의 통사적 역할이 중요시된다. 기본적으로 S-V-O 어순이나, 수동태의 경우 O-V-S 어순을 취할 때가 있으며, 이때 주어가 종종 생략된다.

## 명사와 형용사
명사는 기본적으로 접사에 의해 성, 수, 격 범주를 표현하지 않는다. 다수성을 표현하기 위해 명사의 원형을 반복하는 문법적 장치가 있지만(kamus(사전) - kamus-kamus(사전들)) 일반수 체계를 갖는 언어이기 때문에 명사의 원형이 단수와 복수를 모두 포괄해서 문맥이나 의미에 의해 복수성을 알 수 있으면 굳이 반복어를 쓰지 않아도 된다. 격의 의미론적 범주는 어순이나 전치사에 의해 표현되며, 특히 소유격의 경우는 두 명사를 '피수식명사 수식명사' 순서로 놓기만 하면 된다. 예로 'anak(아이)' - 'buku(책)' - 'buku anak(아이의 책)'. 성별에 대해서는 매우 평등한 언어이기 때문에 인칭대명사부터 아예 성 구별을 하지 않지만, 굳이 성을 표현해야 할 경우에는 'laki-laki(남자)', 'perempuan(여자)'등을 해당 명사 뒤에 붙이거나 경우에 따라서는 접사를 붙인다. 형용사는 항상 명사 뒤에 놓아서 수식한다.('besar(큰)' - 'buku besar(큰 책)') 단, 수에 관련된 것이나, 시간의 경과를 나타내는 것은 앞에 붙는다.('semua(모든)' - 'orang(사람)' - 'semua orang(모든 사람)')
마인어 문장에서는 계사(copula)가 필요한 경우가 아니면 생략되므로(마인어의 계사는 'adalah'이다), '주어 + 명사'나 '주어 + 형용사'와 같이 배열하는 것만으로 다음과 같이 명사 술어문, 형용사 술어문을 만들 수 있다.
- Kamus buku. (사전은 책이다. = Kamus adalah buku.)
- Jalan bersih. (jalan(길) - bersih(깨끗하다), 길이 깨끗하다.)

### 인칭대명사
인도네시아에서는 자와어에서와 같이 일반 명사가 달라질 정도까지의 경어는 사용하지 않지만, 인칭대명사를 여러 가지로 사용해서 격식과 비격식을 표현하는 약간의 존칭법이 있다. 또, 한국어와 유사하게 청자를 포함하는 1인칭 복수와 청자를 포함하지 않는 1인칭 복수를 구별한다.
| 인칭  | 단수                                                                  | 복수                                         |
| ----- | --------------------------------------------------------------------- | -------------------------------------------- |
| 1인칭 | Saya(나/저, 격식), Aku(나, 비격식/친근), Gua(나, 비격식/구어)         | Kita(우리, 청자포함), Kami(저희, 청자미포함) |
| 2인칭 | Anda(당신, 격식, 인니), Awak(당신, 격식, 말련)                        | Anda Sekalian/Anda semua(당신들, 격식)       |
|       | Kamu(너, 비격식/친근), (Eng)kau(너, 비격식/친근), Lu(너, 비격식/구어) | Kalian(너희들, 비격식)                       |
| 3인칭 | Ia/Dia(그/그녀), Beliau(그분)                                         | Mereka(그들)                                 |

인칭대명사의 소유격은 피소유 명사 뒤에 인칭대명사를 붙여 주어서 표현할 수 있다. 예컨대 meja(책상) - meja saya(나의 책상). 보다 구어적으로, 단수 인칭대명사에 한해 피소유 명사의 형태를 변화시키지 않고 1인칭은 '-ku', 2인칭은 '-mu', 3인칭은 '-nya'인 소유대명사를 피소유 명사 뒤에 붙여 주어 소유관계를 나타내는 방법이 있다.(1인칭과 2인칭과는 달리 3인칭의 경우 ia/dia를 후치시키지 않고 반드시 소유대명사를 써 주어야 한다) 이 경우 위의 예로 돌아가 보면, mejaku(내 책상) - mejamu(네 책상) - mejanya(그의 책상)이 된다.

### 지시형용사와 지시대명사
지시형용사는 ini(이)와 itu(저)의 2개가 있다. 지시형용사는 수식하는 명사의 뒤에 와서 'anak ini(이 아이)', 'anak itu(저 아이)'와 같은 식으로 피수식 명사를 수식한다. 또 지시형용사는 명사가 반복어가 될 때에도 'anak-anak ini(이 아이들)'과 같이 특별한 형태가 없다. 지시대명사는 보통 지시형용사와 같은 꼴로 'ini(이것)', 'itu(저것)'과 같이 쓰이지만, 명사성을 확실히 표지해야 할 경우에는 지시형용사의 앞에 yang을 붙여서, 'yang ini(이것)', 'yang itu(저것)'과 같이 쓴다.
장소를 지시할 때는 세 개의 지시대명사가 사용되는데, 각각 sini(여기), situ(저기-화자와 멀지 않은 곳), sana(거기-화자와 먼 곳)이다.
예를 들어, 지도에서 자주 표현되는 '당신은 여기에 있습니다'(현 위치)는 Anda di sini.라고 표기된다.

### 관계대명사
관계대명사는 yang 하나뿐이다. yang은 선행사 뒤에 와서 절을 이끌며, 형태 변화는 없다.
- Film itu menarik. (film(영화) - menarik(재미있다), 그 영화는 재미있다.)
- Saya menonton film yang menarik. (menonton(보다), 나는 재미있는 영화를 본다.)

선행사가 없이 단독으로 yang이 쓰일 때도 있는데, 이 때는 선행사가 생략되어 '것/사람'이라는 선행사가 있는 것으로 본다.
- Yang ada di atas meja cendramata saya. (atas(위) - cendramata(선물), 책상 위에 있는 것은 제 선물입니다.)

### 비교급과 최상급, 원급
비교급을 만드는 방법은 여러 가지가 있다. 비교 대상은 daripada를 두어 표기한다
- A + lebih + (형용사) + daripada + B. (A가 B보다 더 -하다.)
- A + kurang + (형용사) + daripada + B. (A가 B보다 덜 -하다.)
- A + jauh lebih + (형용사) + daripada + B. (A가 B보다 훨씬 더 -하다.)
- A + (형용사) + sekali + daripada + B. (A가 B보다 대단히 -하다.)
- A + sangat + (형용사) + daripada + B. (A가 B보다 대단히 -하다.)

여기서 아래 3개의 표현은 단순한 lebih보다 좀 더 강하게 격차를 강조한다. 비교 대상에 해당하는 daripada + B 부분은 다른 곳에서 정황상 알 수 있다면 쓰지 않는 경우도 있다.
최상급은 다음과 같이, 접사를 붙여 표현하거나 lebih에 해당하는 부사를 쓴다.
- A + ter-(형용사). (A는 가장 -하다.)
- A + paling + (형용사). (A는 가장 -하다.)

원급 비교에는 다음과 같은 두 가지 방법이 있다. 원급을 부정할 때는 se-(형용사) 꼴의 앞에 tidak을 넣으면 된다.
- A + sama + (형용사) + dengan + B. (A는 B와 같은 정도로 -하다.)
- A + se-(형용사) + B. (A는 B와 같은 정도로 -하다.)

### 부정대명사
마인어에는 불특정한 것을 지칭하는 문법요소로 부정대명사가 있다. 한국어에서 '아무', '아무개'와 유사한 개념이다.
- apa-apa(아무것도-부정어와 함께 쓰임), seseorang(어떤 사람), beberapa(몇몇의), sesuatu(무엇인가), masing-masing(각각)

## 의문사, 의문문, 부정부사
의문사는 다음 표와 같은데, 특기할 점은 'Mana'가 명사적으로 쓰여서 부사적으로 쓰일 때는 전치사와 결합한다는 점이다.(di mana, dari mana 등. 또 yang과 결합해 'yang mana(어느 것)'가 되기도 한다) 구어체의 경우 Bagaimana가 Betapa로 대치될 수 있고, Kenapa보다는 Mengapa가 좀 더 공식적인 단어다.
| 마인어                  | 한국어     |
| ----------------------- | ---------- |
| Apa                     | 무엇       |
| Siapa                   | 누구       |
| Mana                    | 어떤 곳/쪽 |
| Kapan                   | 언제       |
| Bagaimana (/bagɛimana/) | 어떻게     |
| Mengapa/Kenapa          | 왜         |
| Berapa                  | 얼마/몇    |

의문사가 있는 의문문의 경우, 의문문을 만들 때 의미상 완전한 문장이 형성되면 별다른 추가 요소를 넣을 필요가 없다. 의문사는 도치시키는 것이 표준적이지만 구어체의 경우 도치시키지 않고 원래 자리에 두어도 된다.
- Apa ini? = Ini apa? (이것은 무엇입니까?)
- Anda dari mana? = Anda datang dari mana? (당신은 어디에서 오셨습니까?)
- Kapan orang-orang itu akan berangkat? (berangkat(출발하다), 저 사람들 언제 출발해요?)

의문사가 없는 의문문의 경우 평서문의 문두에 apa나 apakah를 삽입하면 '예(Ya)/아니오'로 대답이 가능한 의문문이 된다. '아니오'에 해당하는 말은 bukan, tidak이 가능한데, bukan은 명사 술어문의 부정에 사용되며, tidak은 동사/형용사 술어문의 부정에 사용된다. 구어체에서는 문두에 삽입 없이 그냥 평서문의 끝을 올려 말하는 것으로 의문문의 의미 전달이 가능하다.
- Apakah ini buku? (이것은 책입니까? = Ini buku↗?)
- Ya, ini buku. (예, 이것은 책입니다.)
- Bukan, ini bukan buku. (아니오, 이것은 책이 아닙니다.)
- Apakah Anda tinggal di Seoul? (tinggal(살다) - di(-에), 당신은 서울에 사십니까?)
- Tidak, saya tidak tinggal di Seoul. (아니오, 저는 서울에 살지 않습니다.)

위의 예문에서 볼 수 있는 것처럼, 평서문에서 부정부사 'bukan'은 명사 술어의 바로 앞에 와서 명사 술어를 부정하며, 부정부사 'tidak'은 동사/형용사 술어의 바로 앞에 와서 그 술어를 부정하는 역할을 한다. 이 밖에 부정부사 belum은 동사/형용사 술어의 앞에 와서 '아직 -아니다'라는 뜻을 주며, 이 세 가지의 부정부사는 부정문을 만든다. 또다른 부정부사 tanpa는 명사 앞에 오면 '-없이', 동사 앞에 오면 '-하지 않고'라는 뜻을 준다.
- Saya belum berangkat. (나는 아직 출발하지 않았다.)
- Bapak membaca kamus tanpa kacamata. (membaca(읽다) - kacamata(안경), 아버지는 안경 없이 사전을 읽으신다.)

그 밖에, 평서문이 형용사 술어문이거나 조동사(sudah, akan 등)가 있는 문장일 경우, 술어 형용사나 조동사를 도치하고 -kah를 붙여 가부의문문을 만들 수도 있다.
- Masihkah kamu lapar? = Apakah kamu masih lapar? (아직 배고파?)
- Bukankah anak ini adikmu? = Apakah anak ini bukan adikmu? (이 아이는 네 동생이 아니냐?)
- Miskinkah desa ini? = Apakah desa ini miskin? (이 마을은 가난합니까?)

또한, 조동사 sudah가 들어간 가부의문문의 경우 긍정은 sudah, 부정은 belum으로 대답한다.
- Apakah Anda sudah makan siang? (점심 식사 하셨습니까?)
- Belum, saya belum lapar. (아니오, 저는 아직 배가 고프지 않습니다.)

### 부가의문문
부가의문문은 문장 형태에 상관 없이 평서문 후에 콤마를 찍고 'bukan'을 붙이면 된다. 이때의 bukan은 kan과 같이 축약 가능하다.
- Itu kamus, bukan? (그거 사전이죠, 그렇죠?)
- Mereka berangkat, kan? (그들은 출발하죠, 그렇죠?)
- Mereka tidak berangkat, bukan? (그들은 출발 안 하죠, 그렇죠?)

## 감탄문
감탄문은 문장 앞에 감탄사를 넣고 콤마를 사이에 찍으면 되지만, 형용사 술어문을 감탄문으로 만들 때는 콤마 없이 문장 앞에 감탄사를 넣고 형용사에 접사 '-nya'를 붙이는 것도 가능하다. 물론 구어체에서는 감탄사의 위치가 딱히 문법적으로 구애받지 않는다.

## 동사
동사는 활용되지 않으며, 평서문 능동태에서는 주어 바로 뒤에 오는 것이 일반적이다. 시제 등은 부사에 의해 표현되고, 수동태는 접사에 의해 표현된다. 연속 동사 구문이 자주 나타나는데, 유럽어에서 나타나는 전치사와 부정사가 결합된 구문 등은 마인어에는 없기 때문에 연속 동사구의 형성이 좀 더 자유롭다.

### 명령문
명령문은 기본적으로 주어를 생략하고 동사 이하만 사용하여 표현하거나, 동사 뒤에 접미사 -lah를 붙여 표현한다.(-lah를 붙이는 경우 의미가 부드러워진다) me- 접두사가 붙은 타동사의 경우 me-를 떼고 어근만으로 쓰거나 어근에 -lah를 붙인다. me- 접두사가 붙은 자동사나 ber- 접두사가 붙은 동사의 경우 접두사를 생략하지 않는다. 부정 명령문은 tidak이 아닌 jangan이나 dilarang을 동사 앞에 놓아 표현하며, 일반에 대한 금지 표현은 동사 앞에 dilarang을 놓는다. 두 종류의 부정 명령문 중 후자가 전자보다 보다 부드러운 표현이다.
- Jangan masuk ke kamar ini. (masuk(들어가다) - kamar(방), 이 방에 들어가지 마세요.)
- Dilarang masuk ke kamar ini. (이 방에 출입하는 것을 금지합니다.)
- Dilarang masuk. (출입 금지.)

### 시제와 상
동사 술어문에서 시제와 상을 나타내기 위해서는 다음과 같은 부사를 동사 앞에 놓으면 된다. 그러나 시간을 직접적으로 지칭하는 부사가 문장에 포함되어 있을 경우 이는 잉여적이므로 보통 생략된다. 뿐만 아니라 문맥에 의해 시제를 알 수 있는 경우에도 동사만으로 다양한 시제로 해석될 수 있다.
- sudah, telah : 과거시제/완료상
- sedang : 진행상
- akan : 미래시제
- masih : 지속상

문법적으로는 이들의 결합으로 'akan sedang' 같이 복합시제(이 경우에는 미래 진행)를 형성할 수 있으나 잘 사용되지는 않는다. 진행상과 지속상은 비슷한 의미이나 미묘한 차이가 있다. 진행상의 경우 현재의 진행을 강조하고, 지속상의 경우 과거와의 연결성을 좀 더 강조하기 때문이다.
- Ia sedang mandi. (mandi(목욕하다), 그는 목욕하는 중이다.)
- Ia masih mandi. (그는 아직도 목욕을 한다.)

### 조동사
마인어에는 수많은 조동사들이 있는데, 사용할 때 동사 앞에 놓인다. 조동사의 부정도 동사와 같이 'tidak'을 사용한다.
- 가능(-할 수 있다) : bisa, dapat(문어체적), sanggup(가능보다 능력 보유의 의미가 강함)
- 허가(-해도 좋다/된다) : boleh(/boleh/)
- 의무(-해야 한다) : harus
- 원망(-하고 싶다) : mau, ingin
- 근미래/의지(-하려고 하다) : mau
- 필요(-할 필요가 있다) : perlu, usah

상대방에게 허가를 구할 때는 bolekah saya ~ 형태의 의문문을 사용한다.
- Bolekah saya membaca buku itu? (저 책을 읽어도 되나요?)

mau는 근미래 혹은 의지 표현으로도 사용된다.
- Saya mau tinggal di Jakarta. (자카르타에 살려고 해요.)

usah는 부정형에서만 사용된다.
- Tidak usah! (필요 없어요!)

### 수동태
수동태는 접사 di-나 ter-, ke-an 등이 동사의 앞에 붙어 표현되는데, 1,2인칭일 경우에는 단순히 어순 변경을 통해서도 표현될 수 있다. 이하에서 '주어'와 '목적어'는 능동문의 주어와 목적어에 해당하는 명사이다.
- 목적어 + di-(동사어근[11]) + oleh + 주어. 3인칭에만 사용 ( Mereka, nama orang, ayah, Ibu, Dia).
  - Dia sudah membeli majalah itu. (membeli(사다) - majalah(잡지), 그는 저 잡지를 샀다.)
  - Majalah itu sudah dibeli olehnya. (저 잡지가 그에 의해 사졌다. 여기서 dia가 전치사 oleh와 결합하였다.)

- 목적어 + 주어 + 동사어근. 주어가 1, 2인칭

1.2 인칭은 반드시 tanpa di 여야 함. 하지만 3인칭은 둘 다 가능. 
가장 일반적으로 쓰이는 것이 위의 두 방식이며, 다른 두 접사 중 하나인 ter-는 동사에 붙여 주어(수동문 주어)가 의도하지 않은 행동을 당했음 혹은 완료의 의미를 나타낸다. ke-an 역시 동사에 붙여 주어(수동문 주어)가 동사에 해당하는 의미를 당했음을 나타낸다.

## 소유 표현
마인어의 소유 표현은 크게 세 가지가 있다. 한국어나 일본어의 '-이 있다' 방식과 영어, 프랑스어 등의 '-을 가지고 있다' 방식 모두가 사용된다.
- '-에게 -이 있다' : (주어) + ada + (소유대상 명사)

Saya ada kamus bahasa Korea. (저는 한국어 사전이 있습니다.)
- '-은 -을 가지고 있다' : (주어) + mempunyai + (소유대상 명사)

Saya mempunyai sepeda. (저는 자전거를 가지고 있습니다.)
- 접사 표현(마인어 파생법#ber- 참조)

Saya berumah. (저는 집이 있습니다.)
이 외에, '소유'를 뜻하는 명사(punya, milik)를 그대로 사용하는 방법도 있다.
- Rokok itu punya saya. = Rokok itu milik saya. (저 담배는 저의 소유입니다.)

## 전치사
전치사는 명사 바로 앞에 오며, 명사의 형태를 변화시키지 않고 전체적으로 부사구를 이룬다. 마인어의 대표적인 전치사로는 'di(-에)', 'ke(-로)', 'dari(-로부터)'의 3개가 있으며, 그밖의 전치사로는 'dengan(-와, -에 의해서)', 'sampai(-까지)', 'karena(-때문에, -이므로)', 'daripada(-부터)', 'kepada(-로, -에 대해서-장소 이외-)', 'dalam(-안에, -안에서)', 'tentang/mengenai/atas(-에 대해)', 'untuk(-때문에)', 'bagi(-에 있어서)', 'akan(-에 대해서)', 'sejak(-이래)', 'hingga(-에 이르기까지)', 'oleh(-에 의해서)', 'sepanjang(-에 따라서, -의 기간)', 'kecuali(-을 제외하고, -이외에는)', 'menjelang(-에 다가가서, -을 맞이하여)', 'sebab(-이므로)', 'serta(-와 함께)', 'demi(-을 위해서, -의 목적으로)' 정도가 있다. 이 외에도 두 전치사가 같이 쓰일 수도 있으며('sampai dengan' 따위), 접사가 통합되어 쓰이는 경우도 있고, '전치사 + 비전치사류'가 결합되어 쓰이는 경우도 있다.(예컨대 'di atas + 명사 = (명사)의 위에') 가끔 대격을 지시하는(주로는 대격이 아니라 시각, 요일, 월, 년 등과 함께 사용하여 시간을 지시한다) 특이한 전치사 'pada'도 있는데 주로 다른 전치사와 결합되어 쓰인다.(daripada, kepada 따위)

## 접속사
접속사는 대등접속사와 종속접속사가 있다. 대표적인 것들은 다음과 같다. 종속절로 문장을 시작할 때는 종속절과 주절 사이에 콤마를 찍는다.
- 대등접속사 : dan/serta(그리고), atau(또는), tetapi/namun(그러나), lalu/kemudian(그러고 나서), jadi/maka/sehingga(그래서, 그러므로)
- 종속접속사 : karena(때문에), agar(-하도록), seperti(-처럼), meskipun/padahal(비록 -일지라도), kalau-kalau(-일지도 모르니), selama(-인 동안), sejak(-이래로), sesudah/setelah(-한 후), sebelum(-하기 전에), ketika/waktu(-할 때), sambil(-하면서), kalau/asal/jikalau(조건), andaikata(가정)

여기서 '조건'은 단순한 어떤 사실에 대한 조건문(-라면)을 이끈다는 것을 의미하고, '가정'은 현실성이 적은 사실에 대한 조건문을 이끈다는 것을 의미한다.
이 외에도 마인어의 접속사에는 상관접속사, 즉 Baik .. maupun ../Apa(kah) .. atau ..(-이든 -이든 상관없이)와 같은 것들이 있다.

## 수량사
마인어에는 한국어나 일본어, 많은 동남아시아 언어(태국어, 베트남어 등)와 유사하게 특정한 명사를 셀 때 그 단위로 사용하는 수량사라는 문법요소가 존재한다. 수사는 수량사 앞에 오며 수량사는 수식 명사 앞에 오는데, 이때 수량사나 수식 명사는 반복어를 만들지 않는다.
- orang(-명) : 사람에 대해. 예로 '8 orang pria(남자 여덟 명)'
- ekor(-마리) : 동물에 대해.
- buah(-개) : 일반적인 물건에 대해.
- helai(-장) : 종이, 옷 등 부드러운 물체에 대해.
- butir(-알) : 계란 등 둥근 물체에 대해.
- batang(-그루, -대) : 나무, 담배, 펜 등 막대 모양의 물체에 대해.
- pasang(-켤레, -쌍) : 쌍을 이루는 물건에 대해.

## 유제문과 배타문
마인어에서는 주제를 나타내기 위해 이에 해당하는 명사를 문두로 옮길 때가 있다. 그러면 일반적으로 '주어 + 술어' 형태인 문장의 앞에 주제어 명사구가 들어가서 '주제어 + 주어 + 술어' 형태가 된다. 이러한 문형을 유제문이라 하는데, 이때 주제어가 될 수 있는 명사는 3인칭만으로 제한된다. 한국어의 주어 중출 현상과 유사한 현상이다.
- Gajah belalainya panjang. (코끼리는 코가 길다.)
- Maria rambutnya panjang. (마리아는 머리가 길다.)

유제문은 'A한 것은 바로 B이다'의 의미를 갖는 배타문과 유사한 구조를 형성한다. 배타문은 유제문에서의 주제어와 주어 사이에 조건을 의미하는 관계대명사 yang을 삽입함으로써 만들 수 있다. 이 문형에서 주제어는 삽입된 yang에 의해 특정한 하나로 한정된다.
- Gajah yang belalainya panjang. (코가 긴 것은 코끼리다.)
- Maria yang rambutnya panjang. (머리가 긴 것은 마리아다.)

## 수사
마인어의 기본 수사(기수)는 다음과 같다. 자릿수는 3자리마다 찍으며 이때 ','가 아니라 '.'을 사용한다.(반대로 소숫점은 ','을 쓴다)
- 1(satu) 2(dua) 3(tiga) 4(empat) 5(lima) 6(enam) 7(tujuh) 8(delapan) 9(sembilan)
- 10(sepuluh) 100(seratus) 1.000(seribu) 1.000.000(satu juta) 0(nol/kosong)

마인어의 수 체계는 십진법을 따라서 규칙적으로 열 자리씩 끊는다. 이때 기본 수사에서 앞에 붙은 '1'을 의미하는 'se-' 등은 자릿수가 1이 아니라면 뗀다.('se-'는 1000까지만 자릿수가 1일 때 붙여 준다) 예외적으로 11부터 19까지는 1부터 9까지의 수 뒤에 'belas'를 붙여서 만든다.(예로 lima belas = 15. 11은 'sebelas'로 붙인다)
- dua puluh tiga (23)
- seratus empat puluh satu (141)
- enam ratus delapan belas (618)
- semblian ribu lima puluh (9.050)
- satu juta empat ratus ribu (1.400.000)
- dua juta tujuh puluh ribu (2.070.000)
- delapan juta seratus tiga puluh lima ribu tiga ratus empat puluh dua(8.135.342)

그밖에 숫자에 관련된 사항은 다음과 같다.
1. 서수는 'yang ke-(기수)'로 만든다. yang kedua(두 번째), yang ketiga(세 번째) 등. 다만 '첫 번째'는 yang pertama다.
  1. 서수를 쓸 때 yang이 생략되고 ke-기수 꼴만 쓰기도 하며, yang ke-숫자 즉 yang ke-12 등으로 쓰기도 한다.
2. 소수를 읽을 때는 소숫점을 koma로 읽고 자릿수는 한국어처럼 모두 순서대로 일의 자리로 읽으면 된다.
3. 분수를 읽을 때는 분자에서 분모로 순서대로 읽되 분모를 뜻하는 수의 맨 앞에 'per-'을 붙인다. 예컨대 4/9 = empat persembilan.
  1. 분자가 1일 때는 이것을 'se-'로 바꾼다. 1/7 = sepertujuh 등. 다만 1/2는 seperdua가 아니라 setengah(절반)으로 읽는다.
4. 백분율의 경우 '%'을 persen으로 읽는다. 예로 40% = empat puluh persen.
5. 수식을 읽을 땐 순서대로 읽되 '+'는 tambah, '-'는 kurang, '×'는 kali, '÷'는 bagi, '='는 sama dengan.

## 같이 보기
- 말레이어
- 인도네시아어
- 말레이시아어

## 참고 문헌
- 안영호, 전태현, 《알기쉬운 말레이어의 세계》, 한국외국어대학교 출판부, 2000.
- 외국어연구보급회 편, 《알기쉬운 인도네시아어 입문》, 명지출판사, 1994.
- 이종순, 《클릭! 인도네시아어》, 명지출판사, 2006.